# Une demande en mariage
Une demande en mariage est une pièce de théâtre d'Anton Tchekhov dont le sujet est l'impossibilité de se maîtriser. Le prétendant, la jeune fille et son père sont des querelleurs invétérés.
Cette pièce se situe dans la meilleure tradition des pièces en un acte. Elle a été publiée en novembre 1888 et jouée pour la première fois à Saint-Pétersbourg le 12 avril 1889.

## Histoire
L'intrigue est très simple : Lomov  vient demander une jeune fille en mariage, Natalia Stepanovna. Il est reçu par le père,  Stepan Stepanovitch, qui marque son enthousiasme, et va chercher sa fille. La question de l'appartenance du pré aux vaches fait dégénérer cette demande en mariage. « Vous n'êtes pas un voisin, mais un usurpateur ! », « Vous êtes d'une famille où on a toujours aimé la chicane ». « Et votre mère avait une jambe plus courte que l'autre ». « Malhonnêteté, dégoûtant ». « Espèce de saucisse, champignon de couche ». La jeune fille défaille quand elle apprend que le voisin était venu demander sa main: « Qu'il revienne ! ». Il revient, souffrant. Elle lui demande de les excuser, elle et son père. Mais la dispute revient à propos du prix d'un chien de chasse. « Vous me prenez pour un aveugle ou pour un imbécile ». Le prétendant a des palpitations. « Est-ce qu'on appelle ça un chasseur ! ». Le prétendant s'évanouit. On le croit mort. Ils se marieront... en se disputant.

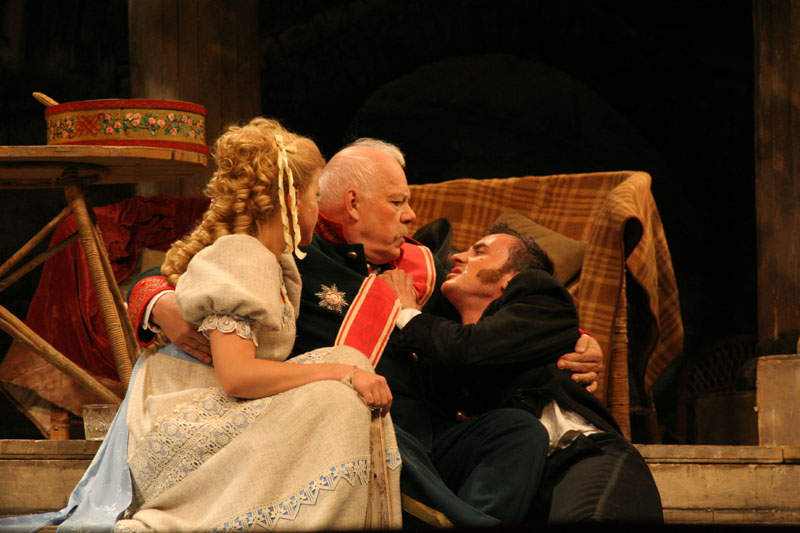
Représentation dUne demande en mariage au théâtre Maly avec Olga Jevakina (Natalia), Alexandre Potapov (Tchouboukov) et Gleb Podgorodinski (Lomov), en juin 2008

## Personnages
- Stepan Stepanovitch Tchouboukov, propriétaire terrien
- Natalia Stepanovna, sa fille
- Ivan Vassilievitch Lomov, propriétaire terrien voisin de Tchouboukov

## Autour de l'œuvre
La légende dit que Tchekhov est mort en (re)disant la dernière réplique de cette pièce…[réf. nécessaire]